# Kiss by Kiss
Kiss by Kiss är en sång som skrevs av Douglas Carr, Pär Lönn, Allan Dennis Rich och Emilia Rydberg, och sjöngs in av Emilia Rydberg på skivalbumet Emilia år 2000. Året därpå släpptes singeln i Sverige.
Emilia Rydberg sjöng singeln i Bingolotto i TV 4 den 13 januari 2001, vilket var första gången hon sjöng den i TV .

## Låtlista
1. Kiss by Kiss (radioversion)
2. Kiss by Kiss (instrumentalversion)

Maxisingel
1. Kiss by Kiss (radioversion)
2. Kiss by Kiss (Pierre J:s radiomix)
3. Kiss by Kiss (Pierre J:s remix)
4. Kiss by Kiss (Pierre J:s funked up-remix)

## Listplaceringar
| Lista (2001)        | Placering |
| ------------------- | --------- |
| Belgien ( Flandern) | 2         |
| Schweiz             | 52        |